# نینموگ
نینموگ یا Ninmuga الهه‌ای بین‌النهرینی بود.

## شخصیت
نینموگ با صنعتگری و تولد در ارتباط بود.
این نظر مطرح شده که در دوره‌های متاخر، نینموگ تبدیل به خدایی مذکری شد.

## پرستش
نینموگ از همان فهرست خدایان دوره آغازین دودمانی که در فارا (شوروپاک) به دست آمده، گواهی شده است؛ نام او پیش از نیشار آمده است. شواهدی وجود دارد که او در این شهر به شکل گسترده‌ای پرستش می‌شد.

## ارتباط با سایر خدایان
همسر نینموگ، ایشوم بود و در دوره بابلی باستان، برای اولین بار این نقش را به عهده دارد.

## اساطیر
نینموگ در اسطوره انکی و نینماه، یکی از هفت یاری‌دهنده‌گان الههٔ نام‌بخش است و در جایگاه الههٔ تولد توصیف می‌شود. شش عضو دیگر این گروه عبارتند از: نینیما، شوزیانا، نینشار، نینمادا، مومودو و نینیگینا. چنین تصور می‌شود که نقش نینموگ در این اسطوره ممکن است دلیل آن باشد که در یک متنِ تنها (eršemma)، او همتراز با نینهورساگ، دینگیرماه و لیسین شده است. دستیاران نینماه را می‌توان مجموعا شاسوراتو نامید. این واژه از šassūru («زهدان») مشتق شده استکه وام‌واژه‌ای سومری در زبان اکدی است. در یک فهرست خدای اوگاریتی، آنها همتراز هوتنا و هوتلورایِ هوری و کوثراتِ محلی در نظر گرفته می‌شوند. گروه دوم در ماری نیز شناخته شده بودند و با نام کوشَراتوم شناخته می‌شدند. نام آنها از ریشهٔ سامیِ کشر («ماهر بودن») مشتق شده است.
نینموگ همچنین در اسطوره انکی و نظم جهانی ظاهر می‌شود. وقتی اینانا از عدم تخصیص قلمرو به خود، شکایت می‌کند، او را در کنار آرورو، نانشه، نیسابا و نینیسینا به عنوان الهه‌هایی که مناطق خاصی از نفوذ را از انکی دریافت کرده‌اند، یاد می‌کند. آنچه که نصیب نینموگ شده با عنوان مقام تیبیر کالاما اعلام شده است.